# Chapaco

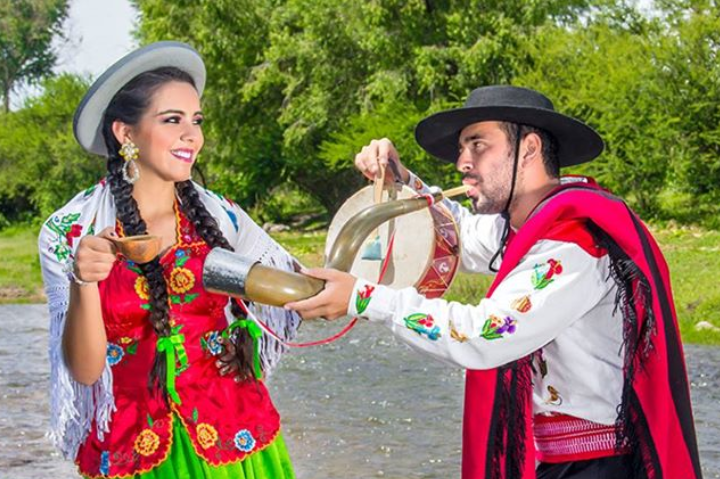
Una mujer chapaca y un hombre chapaco en los valles con la actual vestimenta modernizada

Chapaco (Masc.) o Chapaca (Fem.), es un vocablo empleado para referirse a los pobladores nacidos en el valle central y en la zona alta (valles altos) del Departamento de Tarija, en Bolivia, junto al conjunto de tradiciones, costumbres y creencias del pueblo chapaco/sureño.

## Origen y contexto

### Etimología de la palabra "chapaco"
Se llegó a la conclusión de que los resultados de demostración de la masiva influencia cultural de Tarija con la región Argentina de Cuyo (incluyendo a la Provincia de Córdoba) y la Zona Central y Zona Sur de Chile, en la vida diaria de los tarijeños de antaño se encontró demasiadas similitudes con el Cuyo y Chile. Esto por las relaciones de fraternidad o hermandad campestre típica gaucha y huasa que se sostuvo desde el siglo XVI hasta mediados del siglo XX.
Una de las similitudes son en los modismos, en el Cuyo y en Chile, inclusive hasta en la actualidad, al peinado femenino con trenzas en estas dos regiones se las conoce como “chapecas”, un término utilizado hasta en la letras canciones, como en la cueca de Félix Dardo Palorma, “Cueca de las chapecas” y en “Póngale por las hileras”, esto es porque al igual que la variedad de modismo y términos chilenos-argentinos que llegaron a Tarija por la unión del gauchaje y huasa, por los migrantes, arrieros y comerciantes, llegó el término chapecas. El origen en la palabra 'chape' o 'chapeca' (trenzas del pelo de la mujer) tiene origen en las tribus Mapuches de lengua mapudungun ubicadas en proximidades del Cuyo y de la Zona Central de Chile.
El historiador tarijeño Fanor Ortega Dávalos menciona que:

“La palabra chapaco, no aparece antes de 1900, por lo tanto, todas las teorías sobre su origen que se basan o fundamentan en su origen quichua o de España antes del siglo XX, no resisten un somero análisis”

Durante el siglo XX se desarrollaron diferentes hipótesis sobre el origen de la palabra chapaco entre ellas se encuentran:

#### Origen castellano
Esta teoría menciona la definición de un diccionario de la lengua española de 1660, que significa hombre rudo y rústico de campo y de las sierras españolas. Esta voz se aplica a nuestro hombre de campo de los valles tarijeños y a sus alrededores, en el sur de Chuquisaca, extremos sureste de Potosí, norte de Salta y noroeste de Jujuy en la república Argentina.El Sacerdote Barreto, en 1993 publica que el término chapaco lo encontró en un diccionario español de 1660, lo que no precisa es quién pudo haber leído en Tarija, en ese diccionario y desde cuándo lo aplicó al hombre de las serranías tarijeñas, etc. El único Diccionario enciclopédico español de 1660 es el de Manuel Valbuena, y en su edición digitalizada no contiene el término chapaco; y si existiera el término, que escapó en su digitalización, chapaco se diría a todo hombre rudo de las serranías de Hispanoamérica.
Origen quechua
Según Daniel Vacaflores,  la palabra proviene del quechua, 'chapacuna' o 'chapak'una', que quiere decir español o señor vuelto campesino o blanco arriagado a la tierra.
En La Declaración de Tarija, del Primer Encuentro Internacional de Escritores de Tarija, se fundamenta el origen de la palabra, en el concepto chapa-cunas, pero dicho concepto no se extiende al trabajar rural ni al hombre español en la lengua quechua, y se diría que esta teoría sería completamente falsa. Lo correcto fuera que los chapacos hubieran sido los vigilantes o espías, porque 'chapacuna' o 'chapak'una', según los diccionarios de quechua, consta de un sujeto y pronombre, chapa y cuna, donde chapa significa vigía, vigilante o también espía y el pronombre cuna, significa, “el” o “los”, o sea el o los vigías, los vigilantes o los espías, y no gente de campo, dado a esto es que en todo caso chapacos serían los del occidente de Bolivia y en el Perú.

### Grupos poblacionales prehispánicos del valle
1. Moyo Moyos
2. Churomatas
3. Chanés
4. Tomatas
5. Guaraníes
6. Diaguitas
7. Ava Guaraníes/Chiriguanos
8. Hênia-kamiare/Comechingones

### Tarija en la colonia y república

#### Villa de San Bernardo de la frontera de Tarixa
Tarija durante el período colonial, cumplía una función importante dentro del ámbito de la Real Audiencia de Charcas, encargada de la producción del pan (en sus variaciones regionales: Lajas, San Lorenzo, etc.), vino y uva, esta creciente economía tenía como principales mercados: el local y el de la creciente urbe potosina, este apogeo tendría un desarrollo entre los 1600 y 1700.
Entre este período se desarrolla una cultura característica, debido a la mixogenización con los tomatas y churumatas, esta cultura va en torno a la producción artesanal de la uva y el vino, los períodos de cosecha y la cría de los bovinos.
En la encomienda de Francisco Pizarro a Francisco de Retamoso, fechada en el 22 de enero de 1540, acerca de la Provincia de Tarija, se relatan los pueblos que conformaban dicha región, entre estos están: La Mamaerúa (La Mamora - Arce), Chaguaya, Tolamarca (Tolomosa - Cercado), Fortaleza Alquicha (Iscayache), etc. Esto nos da a comprender la ocupación temprana del sitio (mas no en el valle central), estos pueblos se habrían dedicado a la agricultura y la ganadería.

### Manifestaciones culturales

##### Cuecas
En sus siguientes variaciones regionales:
- Cueca chapaca: De características rápidas, movimientos y con algunos zapateos, sin perder el ritmo, es similar al cortejo de un gallo con una gallina, distinguiéndola así de las demás cuecas de Bolivia.
- Cueca chaqueña: Contempla una mayor rapidez que las cuecas bolivianas, y ligeramente con más energía que la chapaca, siendo el traje característico del típico chaqueño tarijeño.

#### Tonadas
- Tonada pascuera
- Tonada de San Roque
- Tonada campesina
- Tonada carnavalesca
- Tonadas regionales

#### Danza de los michizos de Tomayapo
Esta danza, originaria de la región de Tomayapo en la sección El Puente de la provincia Méndez, contempla a jóvenes bailando al ritmo del caparazón del quirquincho. Para la interpretación se pintan la cara con carbón, se colocan una camisa holgada medio amarilla o blanca con una cuellera y una franja en el centro de la camisa de color negro, visten un pantalón holgado o bombacho de color rojo con  franjas negras y se colocan una boina roja, posteriormente se fue agregando detalles a la vestimenta, como franjas rojas en los hombros de la camisa, también una banda de color rojo, amarillo y verde similar a la banda presidencial de Bolivia. En los instrumentos tras el pasar de los tiempos, se aumentó el charango esto por causa de la migración occidental (se mencionó la opción de cambiar el charango por una guitarra, esto por ciertas protestas por los mismos comunarios de Tomayapo ya que el charango no era instrumento natal de Tarija, pero esto quedó postergado en el olvido hasta el momento), en el baile existe un encargado de corregir a los danzantes con su látigo (el corregidor tiene la opción de llevar la vestimenta de distinto color), el origen de la danza está ligado a la celebración y erigimiento de la capilla de San Franciso de Asís, cuya construcción data del siglo XVII.

#### Danza zapateo de San Lorenzo
Típica de San Lorenzo, se caracteriza por la usanza de la ropa tradicional y el color amarillo de la rosa pascua, la danza es danzada puramente al son del violín, combinando zapateos entre un grupo constituido de mujeres y hombres. Sería una de las danzas más antiguas de Bolivia, de las cuales se tiene data, debido a que ya llega a ser mencionada entre los años 1600 y 1700.